# Eremitério da Picota
O Eremitério da Picota, igualmente conhecido como Hospício e Eremitério da Picota ou Hospício e Eremitério do Carmo, foi um convento na Serra da Picota, no concelho de Monchique, na região do Algarve, em Portugal. Foi instalado no século XVI, e abandonado em meados do século XVIII, na sequência do Sismo de 1755, tendo a comunidade sido transferida para o Eremitério dos Pegos Verdes.

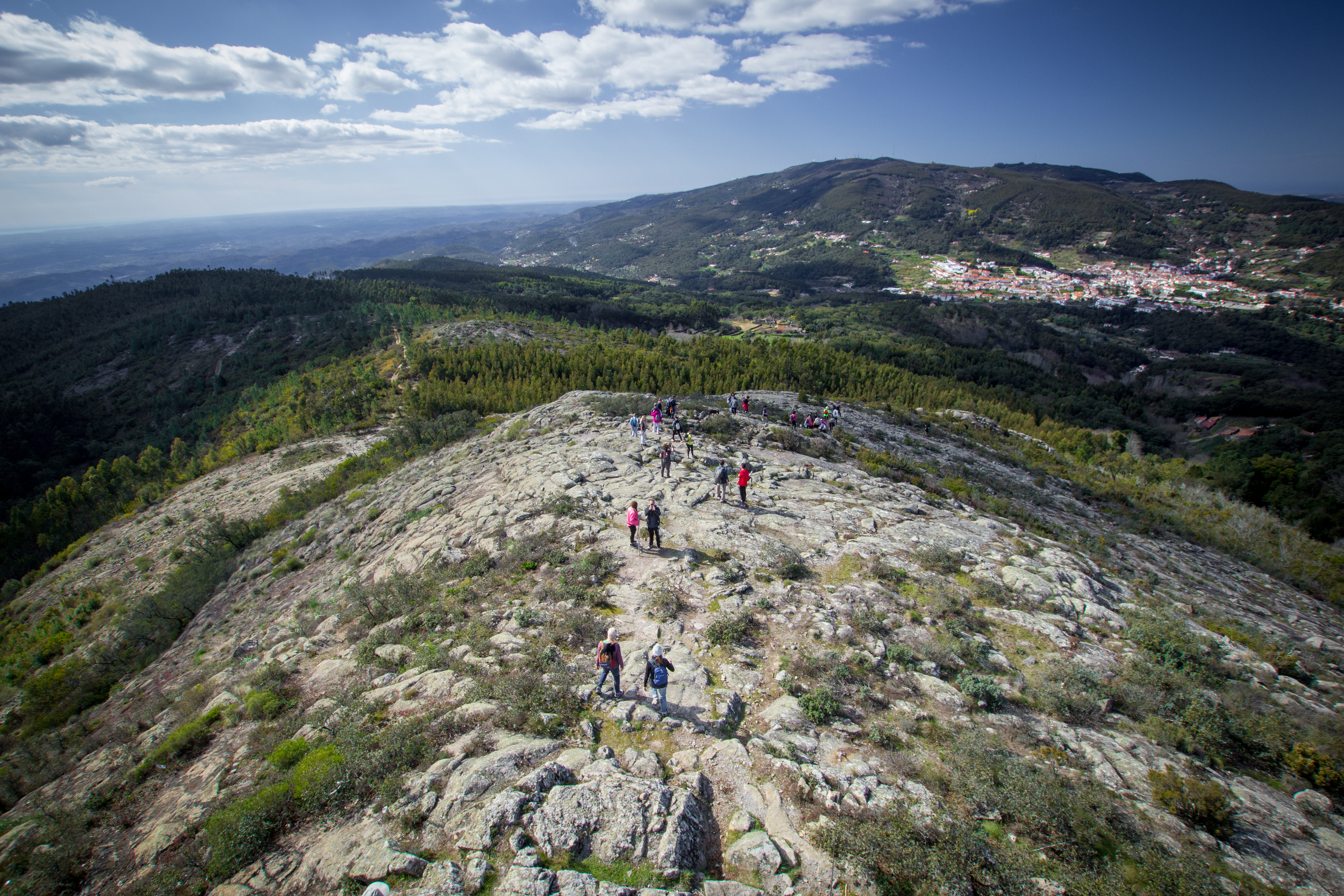
Cume da Serra da Picota. O eremitério estava situado nas imediações deste ponto, na vertente meridional.

## Descrição
O eremitério estava situado na encosta meridional da Serra da Picota, no concelho de Monchique. Era dedicado a Santo Antão. Num artigo publicado no jornal Folha do Domingo de 26 de Agosto de 1917, é apresentada uma hipótese para a localização do eremitério: «Evidencia-se que foi na Picota a sudoeste da base do grande pico, um pouco abaixo, n'um quadrado abrigado do norte e um pouco do poente e nascente, exposta a todo o quadrante sul e dominando todo o Algarve desde Faro a Lagos», tendo o autor do artigo confirmado esta localização devido a «documentos esquecidos que, se lhe referem expressamente» e «porque pisámos entre o matto as ruinas sagradas».
Na sua edição de 2 de Setembro do mesmo ano, a Folha do Domingo faz uma descrição mais completa do antigo eremitério: «A três quartos da encosta norte deixa a montanha de ser cultivada, e, subindo-se entre matto rasteiro e rochas, ao dorso, depara-se-nos em curva dirigida a nascente, um como escadorio praticado ao granito em degraos negros ou filas de pedras toscas, cerca de trinta metros. A este escadorio chamam os naturaes -  escadinhas dos monges. Chegam estas á vertente; e admirando-se alguns minutos descobrem-se, a sudoeste da base do grande Pico, as ruinas, abrigadas do norte e um pouco do poente e do nascente. A egreja tinha a orientação nascente poente encostada á montanha pelo norte, d'onde conserva parede de tres metros de altura, tendo o recinto 12m de comprimento por 10m de largura e a capella 6m por 5m5. Os restos das outras paredes terão 1 metro. Uns quinze metros abaixo, mas em grande desnivellamento, extendia-se no mesmo sentido o corredor pelo espaço de trinta metros, tendo para o sul differentes cubiculos, e na extremidade poente, que indica ter sido entrada, um recinto de dez metros de largo por oito de comprimento, mais uma saliencia para norte de quatro metros e centimetros, espessura das paredes noventa centimetros. Disseram-nos que a alguma distancia para nascente, havia vestigios d'uma especie de torre - algum ediculo de certo. Um pouco a sudoeste no meio de restos de alvenaria antiga conhece-se que houve uma fonte cuja agua desappareceu. Tudo isto, na sua rudeza, emerge d'entre pedras e mato grosseiro, crescendo espontaneamente alfarrobeiras, samouqueiro, urzes, fetos, etc. Sitio até hoje inteiramente deserto; outr'ora infestado de feras».

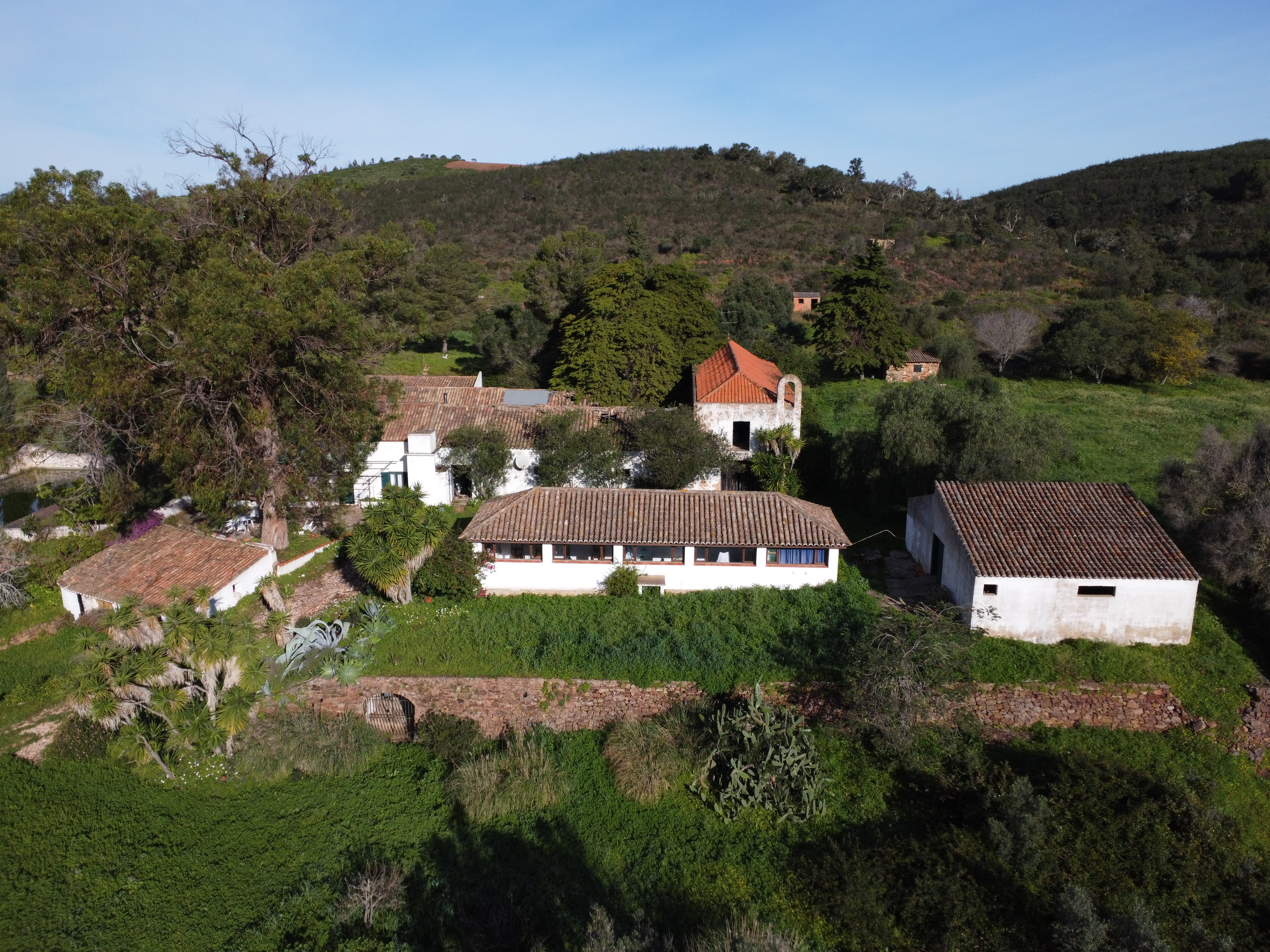
Eremitério dos Pegos Verdes, em 2024

## História
Foi fundado pelo Bispo de Silves, D. Fernando Coutinho, que também promoveu a construção de outros edifícios religiosos no concelho de Monchique, no século XVI, além do convento e farol do Cabo de São Vicente. No artigo de 1917, refere-se que o Cardeal Pereira visitou a paróquia de Monchique em 18 de Julho de 1738, «por intermedio do seu vigario geral dr. Miguel de Athayde Corte Real», fazendo-se referência ao «Hospicio e Eremiterio de Nossa Senhora do Carmo de Picota». Alguns anos depois, em 12 de Outubro de 1752, o eremitério é novamente mencionado, quando o cónego Dr. Francisco Torres providenciou «sobre legados deixados à Ermida e Hospicio de Nossa Senhora do Carmo da Picota», tendo referido a presença de «monges ou eremitães do dito Hospicio cuja vigilancia pertence ao parocho na forma do direito». Foi muito danificado pelo Sismo de 1755, levando a comunidade a mudar-se para o Eremitério dos Pegos Verdes. Segundo o investigador José António Guerreiro Gascon, outro motivo para a transferência foi o de «fugir das asperezas da serra da Picota». Um relato semelhante pode ser encontrado no artigo de 1917, baseado num livro antigo: «um convento de religiosos que n'elle estiveram pouco tempo porque a asperesa do sitio não permittia habitarem n'elle». No entanto, o complexo da Picota terá sido usado até ao ano ano seguinte, uma vez que o último enterramento registado na igreja foi em 20 de Janeiro de 1756.
O artigo de 1917 refere que «em 1 de outubro de 1760 em nome do arcebispo bispo D. Lourenço de Santa Maria, o visitador dr. Manuel d'Almeida Pinho Torres, conego reitor da Sé de Faro, deixa ordenado que d'ahi em diante o prior na consinta Monge algum no Eremiterio da Picota sem ter carta na forma da constituição do bispado, nem congregação de Monges sem especial ordem do sr. bispo, dando por suspenso o que estava por falta de carta e determinando que o prior nomeie pessoa idonea para que cuide do aceio e perfeição do referido Eremiterio podendo nomear mordomos, emfim, provendo ao mais que lhe parecer conveniente e util à convervação do referido Eremiterio.
O historiador Silva Lopes referiu na obra Corografia do Reino do Algarve, publicada em 1841, que quando ocorreu o sismo já tinha sido construído o eremitério dos Pegos Verdes: «Parte desta igreja [da de Nossa Senhora do Verde] tinha cahido pelo terremoto, assim como todo o hospicio e igreja, que alli perto no sitio de Pegos Verdes havião edificado huns monges, que por fugir da aspereza da serra da Picota tinhão mudado para aqui a sua morada». Em 1758 o eremitério dos Pegos Verdes já estava a ser ocupado, uma vez que uma carta de 11 de Abril daquele ano, enviada pelo prior da freguesia em resposta aos inquéritos do Marquês de Pombal, refere que existia «um ermitério no qual assistem três monges que observam a Regra de Santo Antão, e a sua igreja tem por orago a Senhora do Carmo, a qual está no sítio chamado Pegos Verdes e é nos limites desta freguesia. Não tem padroeiro e vivem sujeitos à jurisdição do Excelentíssimo e Reverendíssimo Senhor Arcebispo Bispo deste Bispado».
No jornal Folha do Domingo de 2 de Setembro de 1917 refere-se que «Bartholomeu Marreiros, honrado proprietario da Gingeira, que morreu de 97 annos e teria 166 annos se vivo fosse, diz-nos seu digno neto sr. José Joaquim Marreiros, que na juventude ouviu alli missa. Este auctorisado testemunho certificados bem do tempo em que n'aquelle logar cessou o culto.».
Guerreiro Gascon escreveu em 1929 que «na Picota poucos vestigios se encontram hoje das edificações que lá houve. Ainda lá se encontra a escadinha dos monges que conduz a um dos pontos que melhores panoramas apresenta á vista do visitante. Havia também uma fonte chamada dos Monges». Segundo o artigo de 1917 na Folha do Domingo, a imagem de Nossa Senhora do Carmo, que se encontrava no eremitério, foi preservada na Igreja Matriz de Monchique, «actualmente ao lado da epistola da nova capella do Divino Espirito Santo».